# ابرقهرمانان (ترانه اسکریپت)
«ابرقهرمانان» تک‌آهنگی از د اسکریپت است که در سال ۲۰۱۴ میلادی منتشر شد.
این تک‌آهنگ و در چارت‌های ایرلند و اسکاتلند در رتبه یک قرار گرفت.